# Roger Descombes
Roger Descombes (* 4. April 1915 in La Chaux-de-Fonds; † 21. November 1979 in Montana) war ein Schweizer bildender Künstler und Dichter. Sein Werk umfasst Kupferstiche, Aquarelle, Malerei, Illustrationen, Karikaturen und Gedichte.

## Leben und Werk
Roger Descombes wurde als Sohn der sehr jungen Cécile in La Chaux-de-Fonds geboren und lebte mit ihr ab 1919 in Paris. Erst zwölfjährig konnte er in einer Wanderausstellung sechzig seiner Landschafts-Aquarelle ausstellen. 1929 erhielt er in Paris den «Conte-Preis» für Zeichnen.  
Von 1933 bis 1933 war Descombes für verschiedene Zeitungen in Paris als Karikaturist tätig. Mehrere Zeichnungspreise ermöglichten es ihm, an der École des Beaux-Arts Zeichenkurse zu besuchen. Zudem war er als Illustrator für die Comédia und L'Avant-Scène tätig. 1934 hielt er sich in Barcelona auf und schuf für das Casino die Dekoration. 
Von 1936 bis 1940 studierte Descombes an der Kunstschule in Glasgow und schloss das Studium mit Diplom ab. Anschliessend liess er sich von 1940 bis 1943 zum Zeichenlehrer ausbilden. Zudem war er von 1940 bis 1945 in London bei Vogue Chefillustrator und arbeitete mit der Fotografin Lee Miller und dem Illustrator Carl Erickson (1891–1958) zusammen. In England hatte er Kontakt zu anderen Kunstschaffenden, u. a. zu dem Bildhauer Jacob Epstein, und lernte dort auch seine spätere Frau June kennen. Descombes war er oft Gast bei dem Herzog und der Herzogin von Argyle, die ihn jeweils einluden, das Wochenende in ihrem Schloss in Schottland zu verbringen.
Von 1946 bis 1953 arbeitete Descombes für die Vogue in Paris und zeichnete für die Zeitschriften L'Officiel de la Couture und für das Blatt France-Soir. Nach dem Zweiten Weltkrieg kehrte er in die Schweiz zurück und lebte abwechselnd in der Schweiz, Frankreich und Spanien. 
Roger Descombes stellte als freischaffender Künstler seine Werke regelmässig und in zahlreichen Einzelausstellungen im In- und Ausland aus.